# Давидко Дробачки
Давидко Янев Дробачки е български политик, кмет на Дупница.

## Биография
Давидко Дробачки е роден през 1899 година в дупнишкото село Стоб. По професия е юрист, а на 30 ноември 1939 година е назначен за кмет на Дупница. През мандата му се построява сградата на пожарната команда (на мястото на сегашната спортна зала), подобрява се градската градина, улиците се валират, изправят и по тях пешеходните им зони се засаждат дръвчета. След бомбардировките на България от самолети на Великобритания и САЩ по време на Втората световна война Давидко Дробачки възстановява града за два месеца. Скоро след това си подава оставката. След Деветосептемврийския преврат е арестуван и убит.